# Benny Kaltenbach

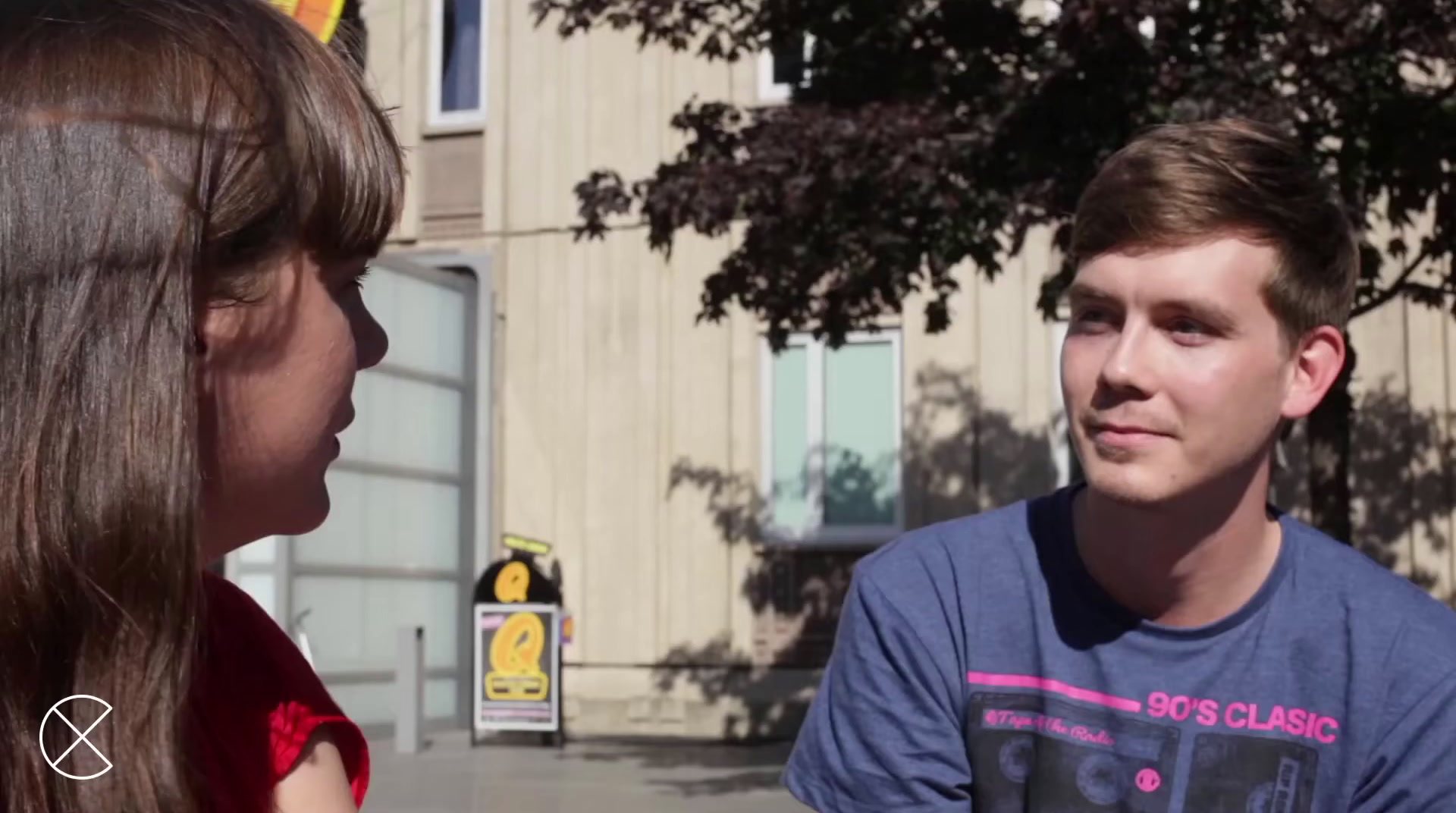
Benny Kaltenbach (2013)

Benny Kaltenbach (* 2. Januar 1987 in Berlin) ist ein deutscher Stand-up-Comedian.

## Leben
Im Alter von 17 Jahren gewann Kaltenbach den Nachwuchspreis Comedy Hot Shot 2004. Er war bis 2010 der jüngste Comedian, der jemals im Quatsch Comedy Club auftrat. Es folgten TV-Auftritte, u. a. bei TV total. Heute ist er u. a. auf dem Stand-up-Comedy-Portal Lost on Stage aktiv.